# Super-pouvoir
 (août 2010).
Si vous disposez d'ouvrages ou d'articles de référence ou si vous connaissez des sites web de qualité traitant du thème abordé ici, merci de compléter l'article en donnant les références utiles à sa vérifiabilité et en les liant à la section « Notes et références ».

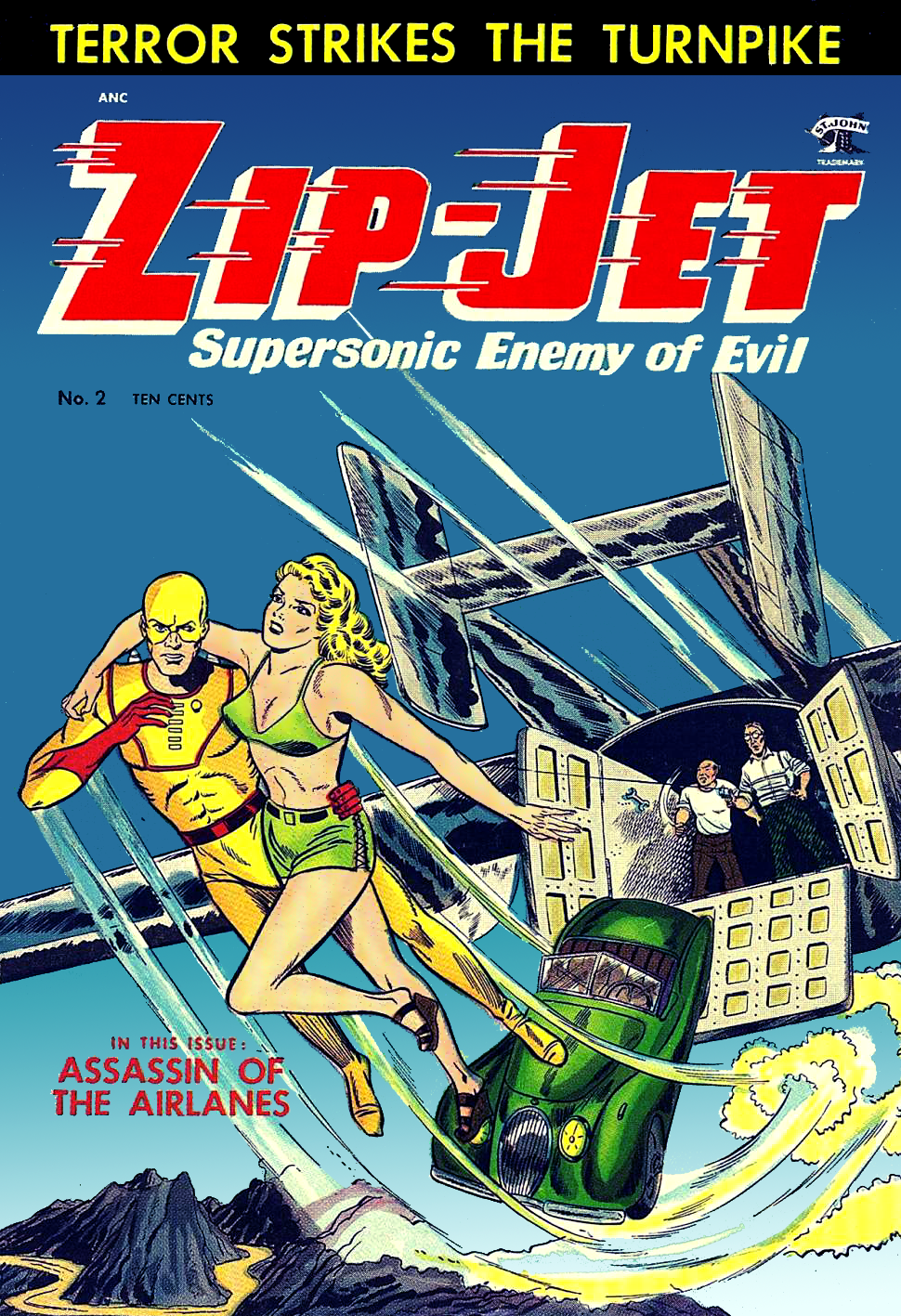
Couverture du comic book figurant Zip-Jet, un super-héros volant (1953).

Dans les œuvres de science-fiction, un super-pouvoir est une capacité surhumaine extraordinaire. En particulier, dans les comics, les super-héros sont dotés de super-pouvoirs.

## Définition
Il n’existe pas de définition strictement établie du terme «super-pouvoir». Dans la culture populaire, il désigne généralement toute capacité dépassant les limites humaines ordinaires, qu’elle soit de nature surnaturelle, technologique ou issue d’une évolution particulière. Parmi les exemples les plus courants figurent le vol, la super-force, la super-vitesse, l’invulnérabilité, l’énergie psionique, la télékinésie et la magie.
Un super-pouvoir peut également correspondre à l’atteinte des limites extrêmes du potentiel humain, comme une intelligence exceptionnelle ou une maîtrise hors du commun des compétences martiales et des armes. Certains personnages fictifs, bien que ne possédant aucun pouvoir surnaturel, sont néanmoins qualifiés de super-héros, à l’instar de Batman, Green Arrow ou le Punisher, en raison de leurs capacités physiques et intellectuelles remarquables.
Par ailleurs, certaines aptitudes conférées par des artefacts ou des dispositifs externes, tels que l’anneau de pouvoir des Green Lantern ou l’armure d’Iron Man, peuvent être assimilées à des super-pouvoirs, bien qu’elles ne soient pas inhérentes à l’individu lui-même.
Dans les œuvres de fiction, les super-pouvoirs sont souvent expliqués par des justifications technologiques, pseudoscientifiques ou surnaturelles. Leur origine peut varier, incluant la magie, des avancées scientifiques ou des particularités physiologiques propres à certaines espèces (extraterrestres, créatures surnaturelles, mutants, etc.).

## Diversité des pouvoirs
Les super-pouvoirs peuvent être physiques ou mentaux. Ils peuvent avoir été obtenus par les héros de façon innée ou avoir été acquis de façon fortuite ou au terme d’une quête. On trouve des héros possédants un unique pouvoir, d'autres en possédant une multitude.
La diversité des pouvoirs est grande et dépend également des genres ainsi que des cultures auxquels appartiennent les héros qui en jouissent. Cela peut être, par exemple, une chance phénoménale (Gontran Bonheur, Fantômette), une force surhumaine (Superman) , une grande vitesse (Flash, Sonic), un don de téléportation (Diablo), un don de télépathie (Phénix), la capacité de voir la nuit (le Nyctalope), de maîtriser divers éléments (l'eau, la terre, le feu, le vent, la foudre…), de voler (Superman), de devenir un fantôme (Danny Fantôme). On peut également citer le don d’une immense intelligence (le Têtard Gris de Ben 10), d’un instinct « animal » (le Fauve, des X-Men), se multiplier (Homme-Multiple), celui de pouvoir renvoyer les coups, de voyager dans le temps (Hiro), le pouvoir de se régénérer (Piccolo) ou encore de prendre une forme différente (Hulk, sous l’effet de la colère).
La super-héroïne Wonder Woman dispose, elle, de multiples dons ou pouvoirs : super-force, vol dans les airs, super-vitesse, longévité accrue, télépathie animale, résistance au contrôle mental, grande résistance à la magie, régénération et projection astrale.
Certains pouvoirs obtenus par les super-héros peuvent parfois être apparemment dérisoires : le fait de dégager une odeur répugnante, d’être doté d’une toute petite taille ou encore de pouvoir avaler n'importe-quoi, par exemple.

## Capacités physiques

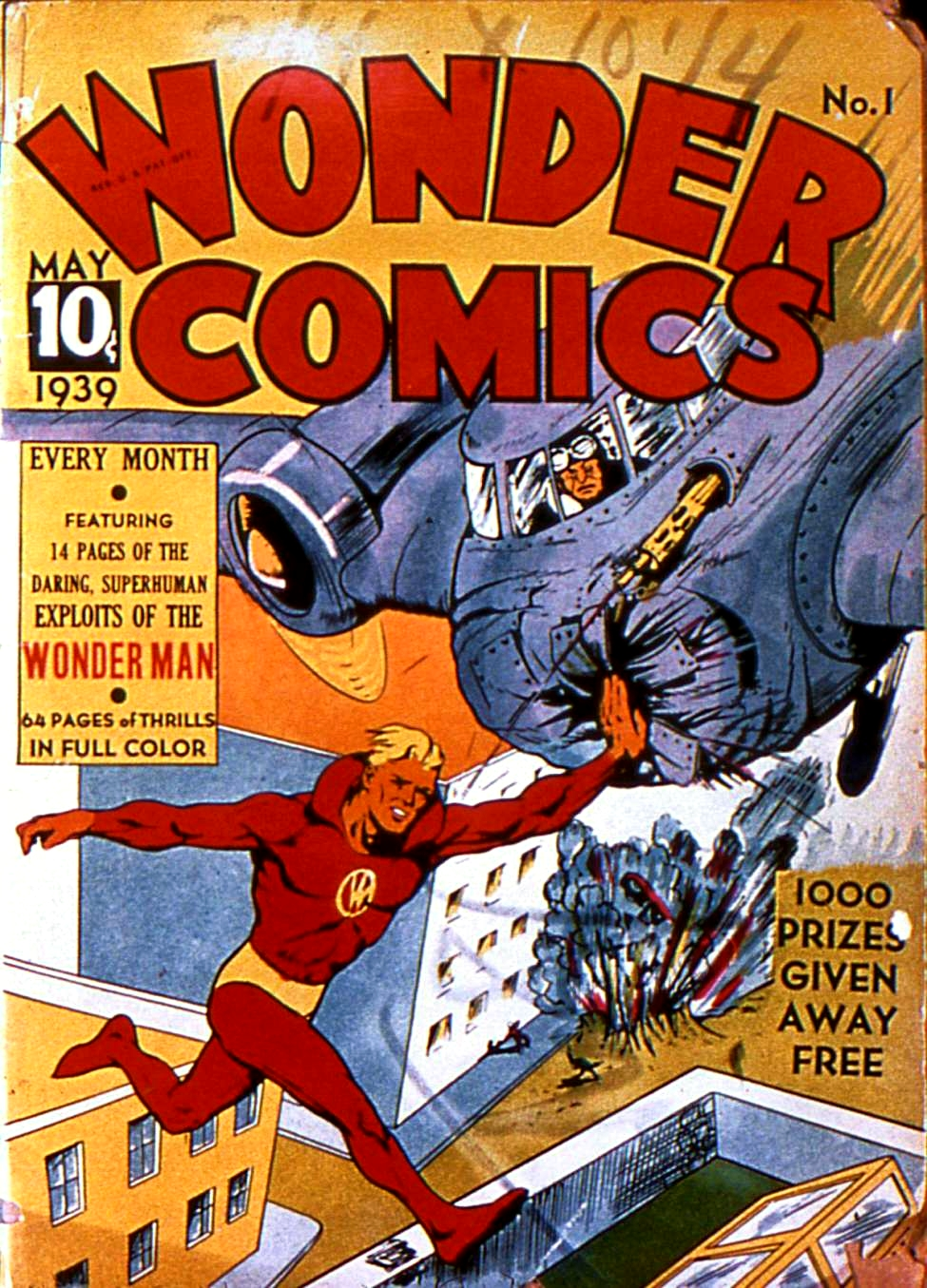
Le super-héros Wonder Man (Fox Publications, 1939).

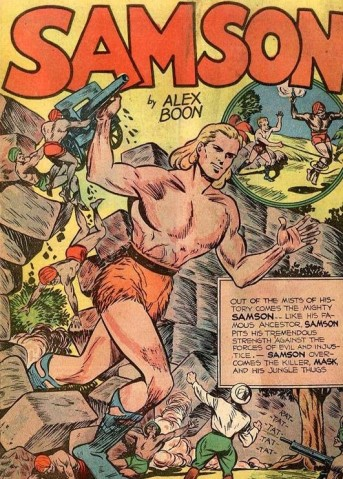
Le héros Samson montrant l'étendue de sa force surhumaine (1940).

La force physique démesurée par rapport à un être humain ordinaire est un super-pouvoir fréquemment rencontré, tant dans les comics que dans les mangas ou encore dans les films ou les bandes dessinées européennes (Astérix et Benoît Brisefer, par exemple). On peut citer M. Indestructible (Les Indestructibles), le X-Men Colossus ou encore la majorité des personnages de Dragon Ball Z. Il n'est ainsi pas rare de voir, dans des bandes dessinées, des héros porter des charges importantes (bus, menhirs, etc.) ou casser des objets particulièrement résistants (portes renforcées, coffres, mur, etc.). Cette capacité est souvent accompagnée d'une grande résistance aux attaques corporelles à mains nues, voire aux armes à feu. Dans le manga Hunter × Hunter, le personnage d'Uvoguine n'est qu'égratigné après avoir reçu un tir de bazooka. À noter que certains héros ont une résistance surhumaine sans que cela s'étende à leurs vêtements, ce qui conduit parfois Colossus à finir un combat vainqueur et indemne mais quasiment nu. La plupart des super-héros des BD Marvel ont réglé le problème en achetant des costumes en « molécules instables » aux Quatre Fantastiques.
Certains personnages de fiction peuvent se déplacer très rapidement. Flash, super-héros de comic américain, est capable de se déplacer à une vitesse hors du commun ; Steve Austin, L'Homme qui valait trois milliards, possède également cette faculté grâce à des prothèses électroniques. Plus récemment, on a retrouvé cette capacité en la personne de Flèche, fils de M. Indestructible et d'Elastigirl, qui se déplace tellement vite qu'il parvient à courir sur l'eau, et dans Code Lyoko avec Ulrich Stern des Lyoko-guerriers, qui se déplace à une telle vitesse qu'il peut franchir des ravins ou escalader des murs, ou encore Stéphanie Powell dans Super Hero Family.
Il existe des héros capables de voler, tels Captain Marvel ou Superman, ou encore de traverser des objets (Kitty Pryde) ; Cyclope et Superman peuvent quant à eux tirer un rayon d'énergie avec leurs yeux.
Le don de téléportation est parfois conféré à des héros. Diablo, personnage de X-Men, peut se téléporter sur de courtes distances, y compris à travers des parois. Un personnage qui possède ce don peut généralement se téléporter lui-même d'un lieu à un autre, mais ce n'est pas la seule forme de ce pouvoir que l'on rencontre. Dans le manga Hunter × Hunter, le personnage de Goreinu dévoile, dans le volume 16, sa capacité de téléportation : il peut se téléporter à la place de son animal blanc (qui prend la place de Goreinu) et peut téléporter une autre personne à la place de son animal noir.
Une capacité souvent associée aux « méchants » est la capacité de régénération rapide, que possède également Wolverine. Dans le manga Dragon Ball Z, Piccolo, qui est un méchant au départ, vient de la planète Namek, et possède comme le reste de son peuple une étonnante capacité de régénération ; ainsi lorsque son bras est détruit par Raditz, il le fait repousser. Rampage, personnage méchant d'Animutants, possède également cette faculté grâce à son étincelle vitale, qui a été améliorée à cette fin.
Un autre don récurrent est celui de métamorphe, à savoir celui de changer d'aspect, que ce soit pour prendre une où plusieurs apparences différentes. Mystique, ennemie des X-Men, est sans doute l'un des exemples les plus célèbres, de même que Martian Manhunter (La Ligue des justiciers) et Beast Boy (Teen Titans). Les Animorphs peuvent acquérir l'ADN d'un être vivant par contact physique, ce qui leur permet ensuite de prendre ensuite la forme de cet être pour une durée de deux heures. Ben 10 peut se changer pour un temps en différents types d'extraterrestres. Freezer (Dragon Ball) possède cinq formes successives, chacune étant plus forte que la précédente. The Mask peut changer à volonté de vêtements et de carrure, tout en gardant son visage vert.
Il existe des pouvoirs plus compliqués : Magnéto peut manipuler les champs de forces électromagnétiques (ce qui lui permet aussi bien de dévier les balles que de menacer de supprimer la magnétosphère). Sebastian Shaw, toujours dans les X-Men, absorbe l'énergie des coups qu'on lui porte pour devenir plus fort. Doomsday, s'il est tué, ressuscite en étant impossible à tuer de la même manière. Will, le héros dans Les Portes du Temps, peut se déplacer dans le temps. William Dunbar (Code Lyoko) peut se changer temporairement en amas de fumée noire volante et très rapide.

## Capacités mentales
Les pouvoirs mentaux, eux, sont reconnus pour être attribués à des personnages ne disposant pas d’un physique extraordinaire. L'un des types de pouvoirs récurrents est la maîtrise des éléments, des champs magnétiques, télépathie, télékinésie, pyrokinésie, cryokinésie et autres. Cela peut apparaître dans les comics (Terra, Jean Grey des X-men, Raven…), mais aussi dans les récits de fantasy : les W.I.T.C.H., par exemple, possèdent la maîtrise chacune d'un des éléments (feu, eau, air, terre et quintessence).

## Capacités liées à des objets

Captain America, héros de comic, et son bouclier indestructible.

Iron Man, Batman et Syndrome (Les Indestructibles) ont ceci en commun que leurs pouvoirs sont purement artificiels. Syndrome peut immobiliser les gens grâce à un gant particulier de sa fabrication ; Iron Man et Batman ont fabriqué également leurs propres accessoires. Seule la technologie crée les pouvoirs de ces personnages, qui sont dépendants de leurs accessoires. On retrouve cette caractéristique chez les Lyoko-guerriers, qui utilisent un supercalculateur pour s'équiper de formes virtuelles ayant des super-pouvoirs.
Wonder Woman possède divers objets magiques, dont un lasso d'or obligeant tous ceux qu'il emprisonne à dire la vérité et des bracelets indestructibles, tout comme le bouclier de Captain America.
Stanley Ipkiss/The Mask tire tous ses pouvoirs d'un masque magique d'origine viking qui, lorsqu'il le porte, le transforme en personnage vert et burlesque ayant des pouvoirs presque sans limites, alors qu'il n'est qu'un humain ordinaire en temps normal.
Voldemort, l'ennemi de Harry Potter, s'est créé des artefacts, les Horcruxes, qui le protègent de la mort : tant qu'ils ne sont pas tous détruits, Voldemort ne peut pas réellement mourir car des morceaux de son âme y sont cachés à l'abri.
Will Vandom des W.I.T.C.H. possède un artefact magique, le Cœur de Kandrakar, qui permet au groupe de se transformer en sorte de fées guerrières avec des pouvoirs plus puissants qu'en temps normal et plus adaptées au combat.
Ben 10 doit tous ses pouvoirs à une montre extraterrestre, l'Omnitrix, qui lui donne toutes ses facultés de transformation. On note cependant que cette montre est soudée à son poignet, et qu'il est donc difficile de la lui retirer.
Dans le manga One Piece, la quasi-totalité des personnages qui possèdent des pouvoirs les doivent à des fruits du démon, fruits (fictifs) qui donnent à celui qui les mange un pouvoir en échange de la perte de la capacité de nager. La capacité est donc liée au fruit, bien qu'il ne soit pas nécessaire de le garder sur soi par la suite, car la première ingestion suffit à rendre le pouvoir définitif.
Enfin certains objets, au rôle parfois plus flou, peuvent servir de catalyseurs à une caractéristique innée du super-héros. Par exemple, l'anneau des Green Lantern leur permet de matérialiser divers objets en utilisant leur volonté tandis que leurs ennemis (Sinestro Corps) utilisent leur capacité à insuffler la peur.

## Provenance des super-pouvoirs

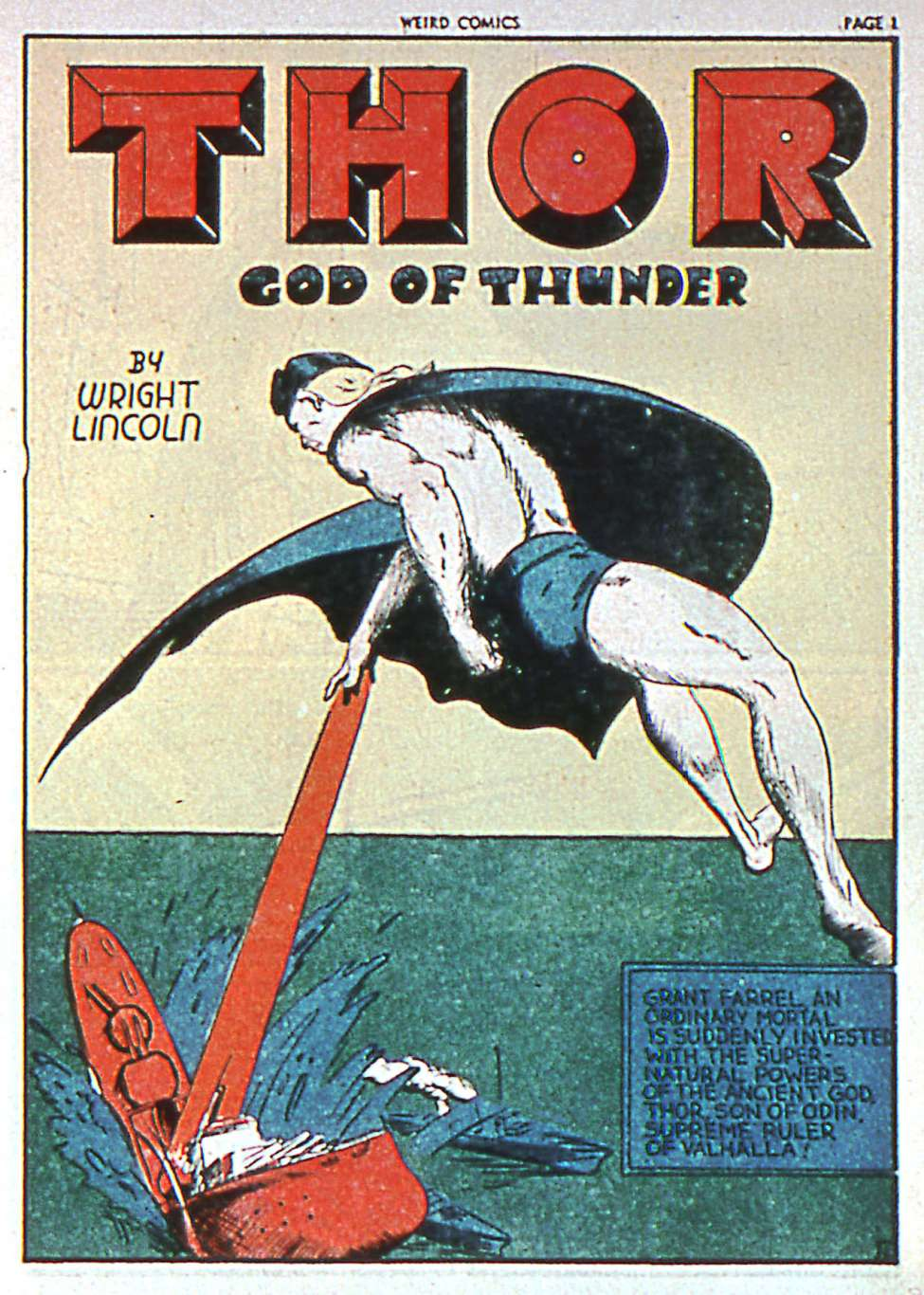
Couverture de Thor, God of Thunder #1, de Weird Comics (1940).

Les super-pouvoirs ont des origines extrêmement variables selon les histoires, pouvant être aussi bien obtenus dès la naissance que plus tard. Parmi les différentes origines, on inclut :
- Extra-terrestres : Les dons du personnage sont d'une origine parfaitement naturelle, et viennent du fait qu'il est un extra-terrestre, et possède donc des facultés non-présentes chez un humain. Ces pouvoirs peuvent s'étendre ainsi à toute une race, comme c'est le cas pour les Asgardiens, les Saiyans et les Transformers. Cependant, dans certains cas, les races sont partiellement ou entièrement éteintes et les personnages en sont les rares survivants (Superman, Venom, le Docteur, et probablement Freezer). Dans d'autres cas, le personnage peut être terrien, mais tirer ses pouvoirs de ses ascendances extra-terrestres (Gwen Tennyson) ou d'objets extra-terrestres: par exemple les dix anneaux du Mandarin. Toutes les formes que peut prendre Ben 10 ont des pouvoirs d'origines extra-terrestres.
- Mutations : Là encore, les pouvoirs du personnage sont d'une origine naturelle, mais se sont développés par hasard (ou parce que ses parents étaient eux-mêmes mutants) en raison de l'évolution. Les X-Men sont l'exemple le plus célèbre. Tous les personnages ayant des pouvoirs dans la série Heroes sont des humains « évolués ».
- Recherche technologique : Le personnage n'a aucun super-pouvoir naturel, il utilise à la place une haute technologie pour s'en donner. Cela peut aller depuis des équipements très avancés (Iron Man, Syndrome, Gizmo…) jusqu'à de véritables prothèses (Cyborg), un sérum voir le fait que le personnage est lui-même une machine intelligente et très puissante (XANA, Ultron ou encore les Transformers). On peut citer également Captain America recevant le « Sérum du Super Soldat » ce qui le transforme en un être humain presque parfait, avec une force, une agilité, une endurance et une intelligence à l'apogée du potentiel humain, ainsi que les super-héros de la série The Boys que la société Vought a "fabriqué" en leur injectant du "composé V" dans leur petite enfance. Certains personnages possèdent des facultés « virtuelles », basées sur la maîtrise informatique du monde virtuel dans lequel ils évoluent, comme Neo dans Matrix ou les Lyoko-guerriers. Green Arrow utilise quant à lui un arc à la technologie avancée, qui envoie des filets, des explosifs, etc. Il est également possible que des pouvoirs naturels soient « améliorés » ou « complétés » par des moyens technologiques. C’est par exemple le cas de Wolverine, possédant à l’origine des griffes en os et une capacité de régénération extrême à la suite d'une mutation, et qui a ensuite vu son squelette et ses griffes recouverts artificiellement par de l’adamantium, un métal considéré comme indestructible.
- Accident scientifiques : Similaire à la mutation, sauf que le pouvoir n'a pas été obtenu de manière naturelle, un accident scientifique ayant entraîné son développement. Ainsi, Spider-man a été mordu par une araignée radio-active/génétiquement modifiée, Hulk est devenu l'un des super-héros les plus forts et les plus résistants de l'univers Marvel à la suite d'une exposition accidentelle aux rayons gamma lors d'une explosion atomique, tandis que les Tortues Ninja sont des tortues ayant muté à la suite d'une exposition à un produit mutagène. Dans une branche un peu plus fantastique, Danny Fantôme et Vlad Plasmius ont tous deux obtenus des pouvoirs à la suite d'une exposition à des radiations ayant mélangé leur ADN à de l'ectoplasme, faisant d'eux des êtres mi-humains, mi-fantômes ou comme InFamous où Cole obtient ses pouvoirs à cause d'une bombe qui a absorbé l’énergie électrostatique pour la regrouper dans le corps de Cole.
- Magie : Le personnage tire ses pouvoirs de la pratique de la magie (Harry Potter, Loki, Docteur Strange), possède naturellement un pouvoir magique (W.I.T.C.H., Lanfeust de Troy) ou utilise des objets magiques (Wonder Woman). Il peut aussi s'agir d'un personnage ayant subi un enchantement qui a amélioré de façon permanente ses capacités (Juniper Lee).

## Durée et accessibilité des pouvoirs
Les super capacités des super-héros ne sont pas forcément toujours les mêmes. Elles peuvent évoluer dans le temps, et parfois suivant d'autres facteurs.
Ainsi, Bruce Banner se transforme en Hulk, un colosse d'une grande force physique, sous l'effet du stress ou de la colère. La colère accroît d'ailleurs ses capacités.
Dans le manga et anime Dragon Ball, les Saiyans ont la capacité de se transformer en singes géants et surpuissants, à condition que leur queue de singe n'ait pas été coupée et qu'ils regardent la pleine lune.
Dans Code Lyoko, XANA peut provoquer des phénomènes inhabituels (nommés couramment « attaques ») sur Terre allant de la simple modification de la gravité jusqu'à la possession d'êtres humains, mais il a besoin pour cela d'activer une tour, bâtiment situé dans le monde virtuel où il vit et qui lui permet de générer ces attaques. Si la tour est désactivée, l'attaque cesse immédiatement. De même, ses ennemis les Lyoko-guerriers possèdent divers super-pouvoirs et armes, mais cela uniquement lorsqu'ils vont dans l'univers virtuel pour combattre XANA, alors qu'ils sont des humains ordinaires sur Terre.
Kevin 11, personnage de Ben 10, voit ses pouvoirs changer avec l'âge : ainsi, à 16 ans, il ne possède plus les mêmes pouvoirs qu'à 11 ans.

## Faiblesses et limitations
Les super-héros possèdent souvent un point faible. La kryptonite et l'exposition prolongée à la lumière rouge rend Superman vulnérable ; Cyclope ne peut se passer de ses lunettes spéciales en quartz-rubis ; Benoît Brisefer perd ses pouvoirs lorsqu'il est enrhumé ; Martian Manhunter et Miss Martian sont pyrophobes, et perdent leur pouvoir s'ils sont exposés au feu ; Iron Man est obligé de porter en permanence un électro-aimant pour survivre à cause d'éclats d'un piège explosif logés dans sa poitrine.
On note d'ailleurs qu'il n'est pas rare que plus les pouvoirs des super-héros sont puissants, plus leur point faible est important : ainsi, Superman est presque invincible, mais peut mourir s'il est exposé à la kryptonite, et Ben 10, bien que ses transformations lui donnent presque toujours l'avantage sur ses adversaires, ne peut rester que temporairement sous forme alien, si bien qu'il se reprend souvent forme humaine au milieu d'un combat et se retrouve alors sans défense dans des situations graves.
Il arrive que le mental du super-héros agisse sur ses pouvoirs. Ainsi dans le film Spider-Man 2, l'homme-araignée perd temporairement ses pouvoirs lorsqu'il perd confiance en lui. De même, dans un épisode de la série animée Teen Titans (Les Titans Crusoë), l'héroïne Starfire perd temporairement ses pouvoirs à la suite d'un choc émotionnel lui ayant fait croire que Robin ne la considérait pas comme une amie.
De manière plus générale, les faiblesses d'un super-héros peuvent résider dans son caractère, sa personnalité. Une faiblesse de Wolverine est de vouloir agir seul, de refuser l'aide extérieure. Tornade est, quant à elle, claustrophobe. Will Vandom, la leader des W.I.T.C.H., souffre d'un besoin profond d'être aimée, ce dont ses ennemis se sont souvent servis contre elle.
Il arrive aussi, dans des cas très rares, que les pouvoirs de certains personnages soient totalement illimités comme Alpha dans Marvel Comics ou Alien X dans Ben 10.